# 波霍列山區洛夫倫茨
波霍列山區洛夫倫茨（斯洛維尼亞語： 發音：[ˈlɔ́ːwɾɛnts na ˈpóːxɔɾju]；德語： 或 Sankt Lorenzen ob Marburg），是斯洛維尼亞東北部波霍列山区洛夫伦茨市镇的聚居地及行政中心。它位於馬里博爾以西的波霍列山（Pohorje Hills）。當地是下施蒂里亞傳統地區的一部分，現在包含在波德拉夫統計區中。

## 教堂
當地的堂區教堂是獻給聖勞倫斯，屬於天主教馬里博爾總教區。它最早出現在12世紀的書面文件中。它於1407年重建，並在18世紀進行大規模改建。該聚居地的另外兩座教堂是獻給聖拉德貢德和聖十字，兩者都可以追溯到17世紀。

## 外部連結
- Lovrenc na Pohorju on Geopedia （页面存档备份，存于）
- Lovrenc na Pohorju municipal site